# Toru Kaburagi
Toru Kaburagi (鏑木 享 Kaburagi Toru?), född 18 april 1976 i Ibaraki prefektur, är en japansk före detta fotbollsspelare.
Kaburagi började sin karriär 1999 i FC Tokyo. Efter FC Tokyo spelade han för Albirex Niigata och Matsumoto Yamaga FC. Han avslutade karriären 2005.